# Daniel Evans (tenista)
Daniel Evans (* 23. května 1990 Birmingham) je britský profesionální tenista a vítěz Davisova poháru 2015. Ve své dosavadní kariéře na okruhu ATP Tour vyhrál dva turnaje ve dvouhře včetně Mubadala Citi DC Open 2023 z kategorie ATP Tour 500. Na challengerech ATP a okruhu ITF získal dvacet dvaa titulů ve dvouhře a sedm ve čtyřhře.
Na žebříčku ATP byl ve dvouhře nejvýše klasifikován v srpnu 2023 na 21. místě a ve čtyřhře v dubnu 2021 roku na 52. místě. Trénuje ho Mark Hilton a od roku 2019 také David Felgate.
V britském daviscupovém týmu debutoval v roce 2009 semifinálem 1. skupiny zóny Evropy a Afriky proti Polsku, v němž prohrál obě dvouhry. Britové odešli poraženi 2:3 na zápasy. V roce 2015 byl členem vítězného týmu, když odešel poražen z obou semifinálových singlů proti Austrálii. Do září 2022 v soutěži nastoupil k devatenácti mezistátním utkáním s bilancí 10–18 ve dvouhře a 0–0 ve čtyřhře.
Dne 23. června 2017 tenista oznámil, že měl v dubnu téhož roku pozitivní dopingový test na kokain. Mezinárodní tenisová federace mu s okamžitou platnosti zakázala start na turnajích, respektive do určení výše trestu.

## Tenisová kariéra

### Raná fáze: Juniorský tenis a nižší okruhy
Tenis začal hrát v sedmi letech. Ještě předtím zkoušel squash. V roce 2004 jako čtrnáctiletý vyhrál s britským dorosteneckým týmem Mistrovství světa v této věkové kategorii, probíhající v České republice. V juniorské kategorii se na grandslamu probojoval nejdále do čtvrtfinále dvouhry US Open 2007 a podruhé na Australian Open 2008, kde podlehl Jukimu Bhambrimu. V deblové soutěži téhož melbournského majoru vypadl opět mezi poslední osmičkou se spoluhráčem Danem Coxem. Nejvyššího umístění na juniorském žebříčku ITF dosáhl v lednu 2008, když mu patřila 10. příčka.
V rámci událostí okruhu ITF debutoval v srpnu 2005, když na turnaj v anglickém Nottinghamu obdržel divokou kartu. V úvodním kole podlehl krajanu Leemu Childsovi ve dvou setech. Premiérový singlový titul v této úrovni získal v srpnu 2008 na turnaji v anglickém Wrexhamu, když mu ve třetí sadě finále skrečoval Ian Flanagan. O týden později triumfoval na londýnské události Futures a v říjnu pak vybojoval třetí trofej v Glasgowě, opět po skreči finalisty Marcuse Willise.
V rámci challengerů si odvezl první titul z březnového The Caversham International 2009 v Jersey, když v závěrečném duelu zdolal Jana Mináře. Druhou trofej pak dobyla v listopadu 2015 z amerického halového Knoxville Challengeru po vítězství nad Američanem Francesem Tiafoem. Průnik mezi sto nejlepších tenistů premiérově zaznamenal 2. května 2016 po titulu na tchajwanském Santaizi ATP Challenger a finálové výhře s Rusem Konstantinem Kravčukem.

### ATP Tour

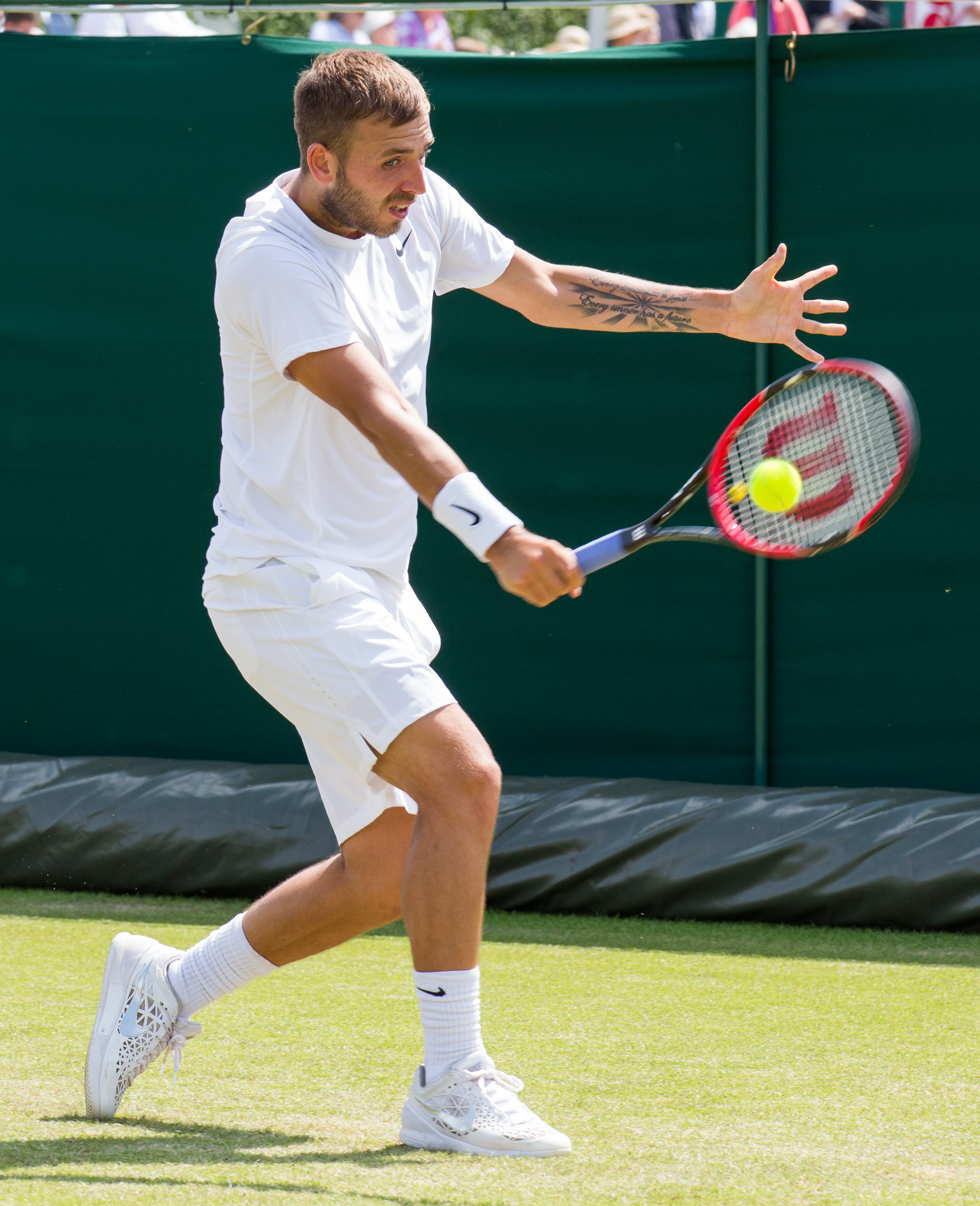
Bekhend v kvalifikaci Wimbledonu 2015

Ve dvouhře okruhu ATP World Tour debutoval na londýnské trávě v kvalifikaci červnového Queen's Club Championships 2007. Dohrál v prvním kole na raketě krajana Jamese Warda. Premiérový zápas v hlavní soutěži si pak zahrál na stejném turnaji v roce 2008, když do dvouhry obdržel divokou kartu. Na Belgičana Xaviera Malisse však v prvním utkání dokázal uhrát jen dva gamy. Z pozice šťastného poraženého kvalifikanta (po odhlášení Štěpánka z dvouhry) si své premiérové čtvrtfinále i semifinále na okruhu ATP Tour zahrál během PBZ Zagreb Indoors 2014, kde na jeho raketě zůstali Jan Hájek, Michael Berrer a třetí nasazený Philipp Kohlschreiber, za nímž na žebříčku zaostával o 120 míst. V semifinále jej zastavil třetí německý soupeř v řadě Tommy Haas. Bodový zisk znamenal v únoru 2014 nové kariérní maximum, 123. příčku.
Debut v hlavní soutěži nejvyšší grandslamové kategorie zaznamenal jako devatenáctiletý v mužském singlu Wimbledonu 2009, kam obdržel divokou kartu. V prvním kole jej vyřadila ruská turnajová dvanáctka Nikolaj Davyděnko po setech 2–6, 3–6 a 3–6. V srpnu pak vypadl v úvodní fázi kvalifikace US Open 2009 s Brazilcem Júliem Silvou po dvou nezvládnutých tiebreacích. Třetí kola si zahrál ve Wimbledonu 2016 a na US Open 2016. Na londýnské trávě jej vyřadil Švýcar Roger Federer a v New Yorku jeho krajan a pozdější šampion Stan Wawrinka, až po pětisetovém dramatu, když ztratil vedení 2–1 na sety.

## Obraz v médiích a dopingová aféra
Britská média o tenistovi často hovořila jako o „zkaženém chlapci britského tenisu“ a „největším promarněném talentu britského tenisu“.
Tenisový svaz Lawn Tennis Association (LTA) mu dvakrát odňal dotační podporu pro jeho chování mimo dvorec a neplnění závazků. Poprvé, když se jako 18letý bavil v nočním klubu do ranních hodin v den čtyřhry s Danem Smethurstem na juniorce Wimbledonu 2008, kterou následně prohráli. Evans byl považován za mimořádně nadaného tenistu, ale svazoví trenéři LTA hodnotili jeho práci v průběhu let za nevyrovnanou a nedostatečnou, a z jejich strany za frustrující, což v roce 2012 vyústilo k druhému zrušení dotačních příspěvků. Evans získal reputaci osoby, která miluje noční život a nevyhýbá se alkoholu, ale sama tvrdí, že má vše pod kontrolou.
Sportovní agent Stuart Duguid, z managementu firmy Lagardere Unlimited, se v roce 2014 k Evansovi vyjádřil slovy: „Britští tenisoví fanoušci zoufale touží mít dalšího elitního hráče ve špičce, který by kryl Murraymu záda. Dan ovšem nabízí něco malinko jiného – více podrážděnosti a nepředvídatelnosti. Je tak trochu hádankou.“
Žebříčkový růst hráč nastartoval v květnu 2015, kdy mu patřila 772. příčka a během dvou sezón se vyhoupl do první padesátky klasifikace, což britská média v roce 2017 na adresu tenisty kvitovala slogany typu „bývalý zkažený chlapec či napravený chlapec britského tenisu“.
Dne 23. června 2017 tenista oznámil, že měl v dubnu téhož roku pozitivní dopingový test na kokain, o jehož výsledku byl informován v týdnu svého prohlášení. Mezinárodní tenisová federace mu s okamžitou platnosti zakázala start na turnajích, respektive do určení výše trestu. Evans se za své jednání omluvil: „Zklamal jsem spoustu lidí, svou rodinu, trenéra, tým, sponzory, britský svaz a fanoušky. Mohu se jen ze srdce upřímně omluvit.“ V říjnu 2017 mu byl uložen za pozitivní test na kokain uložen roční zákaz startu na okruzích.

## Trenérské vedení
- Mark Taylor (2004)
- Leighton Alfred (2004)
- Scott Key
- Graeme Adams
- Mark Hilton (2007)
- Paul Annacone (únor 2008 – červen 2008)
- Mark Taylor (2009–2016)
- Leighton Alfred (červenec 2010–2012)
- Julien Hoferlin (prosinec 2011 – duben 2012)
- Julien Hoferlin (duben 2013 – červen 2014)
- David Felgate (2019)
- Mark Hilton (2016–)

## Finále na okruhu ATP Tour
| Legenda                       |
| D – dvouhra; Č – čtyřhra      |
| Grand Slam (0)                |
| Turnaj mistrů (0)             |
| ATP Tour Masters 1000 (0–3 Č) |
| ATP Tour 500 (1–0 D)          |
| ATP Tour 250 (1–2 D)          |

### Dvouhra: 4 (2–2)
| Stav      | č. | datum          | turnaj                          | povrch | soupeř ve finále      | výsledek           |
| --------- | -- | -------------- | ------------------------------- | ------ | --------------------- | ------------------ |
| Finalista | 1. | 14. ledna 2017 | Sydney, Austrálie               | tvrdý  | Gilles Müller         | 6–7(5–7), 2–6      |
| Finalista | 2. | 24. února 2019 | Delray Beach, Spojené státy     | tvrdý  | Radu Albot            | 6–3, 3–6, 6–7(7–9) |
| Vítěz     | 1. | 7. února 2021  | Melbourne, Austrálie            | tvrdý  | Félix Auger-Aliassime | 6–2, 6–3           |
| Vítěz     | 2. | 6. srpna 2023  | Washington, D.C., Spojené státy | tvrdý  | Tallon Griekspoor     | 7–5, 6–3           |

### Čtyřhra: 3 (0–3)
| Stav      | č. | datum          | turnaj               | povrch | spoluhráč    | soupeři ve finále           | výsledek         |
| --------- | -- | -------------- | -------------------- | ------ | ------------ | --------------------------- | ---------------- |
| Finalista | 1. | 3. dubna 2021  | Miami, Spojené státy | tvrdý  | Neal Skupski | Nikola Mektić Mate Pavić    | 4–6, 4–6         |
| Finalista | 2. | 18. dubna 2021 | Monte Carlo, Monako  | antuka | Neal Skupski | Nikola Mektić Mate Pavić    | 3–6, 6–4, [7–10] |
| Finalista | 3. | 14. srpna 2022 | Montréal, Kanada     | tvrdý  | John Peers   | Wesley Koolhof Neal Skupski | 2–6, 6–4, [6–10] |

## Finále na challengerech ATP
| Legenda                    |
| -------------------------- |
| Challengery (9–6 D; 0–2 Č) |

### Dvouhra: 15 (9–6)
| Stav      | č. | datum              | turnaj                         | povrch      | soupeř ve finále   | výsledek           |
| --------- | -- | ------------------ | ------------------------------ | ----------- | ------------------ | ------------------ |
| Vítěz     | 1. | 29. března 2009    | Jersey, Spojené království     | tvrdý       | Jan Minář          | 6–3, 6–2           |
| Finalista | 1. | 4. srpna 2013      | Vancouver, Kanada              | tvrdý       | Vasek Pospisil     | 0–6, 6–1, 5–7      |
| Finalista | 2. | 11. srpna 2013     | Aptos, Spojené státy           | tvrdý       | Bradley Klahn      | 6–4, 6–7(5–7), 4–6 |
| Vítěz     | 2. | 15. listopadu 2015 | Knoxville, Spojené státy       | tvrdý (h)   | Frances Tiafoe     | 5–7, 6–1, 6–3      |
| Finalista | 3. | 6. února 2016      | Dallas, Spojené státy          | tvrdý (h)   | Kyle Edmund        | 3–6, 2–6           |
| Vítěz     | 3. | 20. března 2016    | Drummondville, Kanada          | tvrdý (h)   | Edward Corrie      | 6–3, 6–4           |
| Vítěz     | 4. | 1. května 2016     | Tchaj-pej, Tchaj-wan           | koberec (h) | Konstantin Kravčuk | 3–6, 6–4, 6–4      |
| Finalista | 4. | 8. května 2016     | Pusan, Jižní Korea             | tvrdý       | Konstantin Kravčuk | 4–6, 4–6           |
| Vítěz     | 5. | 14. srpna 2016     | Aptos, Spojené státy           | tvrdý       | Cameron Norrie     | 6–3, 6–4           |
| Finalista | 5. | 17. června 2018    | Nottingham, Spojené království | tráva       | Alex de Minaur     | 6–7(4–7), 5–7      |
| Vítěz     | 6. | 19. srpna 2018     | Vancouver, Kanada              | tvrdý       | Jason Kubler       | 4–6, 7–5, 7–6(7–3) |
| Finalista | 6. | únor 2019          | Quimper, Francie               | tvrdý (h)   | Grégoire Barrère   | 6–4, 2–6, 3–6      |
| Vítěz     | 7. | červen 2019        | Surbiton, Spojené království   | tráva       | Viktor Troicki     | 6–2, 6–3           |
| Vítěz     | 8. | červen 2019        | Nottingham, Spojené království | tráva       | Jevgenij Donskoj   | 7–6(7–3), 6–3      |
| Vítěz     | 9. | červen 2022        | Nottingham, Spojené království | tráva       | Jordan Thompson    | 6–4, 6–4           |

### Čtyřhra: 2 (0–2)
| Stav      | č. | datum           | turnaj                | povrch    | spoluhráč         | soupeři ve finále               | výsledek         |
| --------- | -- | --------------- | --------------------- | --------- | ----------------- | ------------------------------- | ---------------- |
| Finalista | 1. | 19. března 2016 | Drummondville, Kanada | tvrdý (h) | Lloyd Glasspool   | James Cerretani Max Schnur      | 6–3, 3–6, [9–11] |
| Finalista | 2. | září 2018       | Manacor, Španělsko    | tvrdý     | Gerard Granollers | Ariel Behar Enrique López Pérez | bez boje         |